# 薩伊馬哈茂德帕夏清真寺
萨伊马哈茂德帕夏清真寺（土耳其語：Zal Mahmut Paşa Camii）是土耳其伊斯坦布尔一座古老的奥斯曼帝国清真寺，位于艾郁普区，靠近艾郁普苏丹清真寺。

## 历史
它是由奥斯曼帝国建筑师米马尔·希南设计，为萨伊马哈茂德帕夏建于1551-1577年。建筑群还包括萨伊马哈茂德帕夏夫妇的墓地。 